# 阿彭策尔州
阿彭策尔州（德語：Kanton Appenzell，德語發音：[ˈapn̩ˌtsɛl] ⓘ）是瑞士东北部的曾经的一个，全境位于聖加侖州境内，存在于1403-1597年。
阿彭策尔地区于1403年独立于圣加仑修道院，后于1411年与舊瑞士邦聯结盟，1513年成为正式成员。1597年，阿彭策尔州被分为内阿彭策尔州和外阿彭策尔州。此为瑞士宗教改革的结果。
原阿彭策尔州的领土作为一个地理实体被称为“阿彭策勒兰”（Appenzellerland）。而在政治相关的语境下，两个州（1999年之前为半州）被合称为“两阿彭策尔”（beide Appenzell）。